# Erwin Stolz
Erwin Peter Stolz (* 15. November 1964 in Bleckhausen) ist ein deutscher Neurologe.

## Werdegang
Stolz studierte Medizin an der Rheinischen-Friedrich-Wilhelms-Universität in Bonn und promovierte 1993 an der gleichen Universität. Er absolvierte seine Facharztausbildung an der Neurologischen Klinik der Justus-Liebig-Universität Gießen. Daraufhin absolvierte er eine fakultative Weiterbildung in spezieller neurologischer Intensivmedizin und eine fakultative Weiterbildung in klinischer Geriatrie. 2005 wurde er habilitiert und 2008 zum außerplanmäßigen Professor an der Justus-Liebig-Universität ernannt. Von 2000 bis 2011 war Stolz Oberarzt an der Neurologischen Klinik der Justus-Liebig-Universität Gießen und von 2011 bis 2015 Chefarzt der Neurologischen Klinik des Caritasklinikums Saarbrücken.

## Mitgliedschaften
- Deutsche Gesellschaft für Klinische Neurophysiologie und Funktionelle Bildgebung (DGKN)
- Deutsche Gesellschaft für Neurointensiv- und Notfallmedizin (DGNI)
- Deutsche Gesellschaft für Neurologie (DGN)
- Deutsche Gesellschaft für Ultraschall in der Medizin (DEGUM)
- Deutsche Schlaganfall-Gesellschaft (DSG)
- The Neurosonology Research Group of the World Federation of Neurology (NSRG)
- Neurosonology Research Group (NSRG) of the World Federation of Neurology[5]

## Preise
- Ultraschallpreis der DGKN
- Förderpreis der Gesellschaft zur Förderung der Neurologischen Wissenschaften Frankfurt/M